# Conjunt de cases al carrer Sant Joan, 7-9-11 (Canet de Mar)
El conjunt de cases al carrer Sant Joan, 7-9-11 és un conjunt d'edificis de Canet de Mar (el Maresme) protegit com a bé cultural d'interès local.

## Descripció
El carrer de Sant Joan és un dels més antics de la població. En ell es disposaven, a un sol costat, les edificacions orientades a ponent i protegides del Torrent dels Lledoners pels horts davanters, que no van ser edificats fins a dates molt recents.
El conjunt presenta les característiques tipològiques derivades de l'evolució dels edificis semi-rurals del segle xvii i les tres finques es diferencien: la número 7 per la llinda recta de la portalada i la reducció de les proporcions de la cornisa; la número 9 per la llinda recta i en arc rebaixat; i finalment la número 11 per les portes solars adovellades, les finestres de dimensió reduïda i la coronació amb cornisa i tortugada ceràmiques. Eren edificacions on coexistia l'ús per a habitació i per a l'ofici familiar. Aquest conjunt explica com combinen progressivament les característiques dels edificis amb el pas del temps: la porta solar adovellada es transforma en llinda recta i les cornises es van simplificant. També ens indica quin va ser el sentit de creixement del carrer: de sud a nord, del que es dedueix que un dels nuclis antics de la vila se situava en aquest turó, des del Castellet fins a aquests verals.